# محمد هاشمي رفسنجاني
محمد هاشمي رفسنجاني (بالفارسية: محمد هاشمی رفسنجانی) يعرف بمحمد هاشمي ولد في مدينة رفسنجان عام 1942 , سياسي إيراني وأخ الرئيس الإيراني هاشمي رفسنجاني.

## المناصب
- مساعد وزير الزراعة
- مساعد رئيس الوزراء
- وزير الخارجية بالوكالة
- رئيس الإذاعة والتلفزيون الرسمي الإيراني (1984-1994)[2]
- نائب وزير الشؤون الخارجية
- نائب المدير التنفيذي لرئيس الجمهورية
- عصو في مجمع تشخيص مصلحة النظام[3] (ا1996 إلى الآن)
- مدير مكتب رئيس مجمع تشخيص مصلحة النظام

## أنجازاته في الإذاعة والتلفزيون
أفضل أنجازاته في الإذاعة والتلفزيون تأسيس القناة الثالثة في عام 1994.

## الروابط الخارجية
1. ↑  حياة محمد هاشمي، تابناك الفارسية. [وصلة مكسورة] نسخة محفوظة 16 أغسطس 2017 على موقع واي باك مشين.
2. ↑  تعينه في منصب رئيس الإذاعة والتلفزيون، مكتب نصح المرشد الأعلى في الجامعات. نسخة محفوظة 03 يونيو 2017 على موقع واي باك مشين.
3. ↑  منصب عضو في مجمع مصلحة النظام، مرکز اسناد انقلاب اسلامی . [وصلة مكسورة] نسخة محفوظة 13 نوفمبر 2015 على موقع واي باك مشين.